# Education Y
Education Y (Eigenschreibweise EDUCATION Y, ehemals buddY e. V. – Forum Neue Lernkultur) ist eine deutsche Social-Profit-Organisation, die sich für mehr Chancengerechtigkeit im Bildungssystem einsetzt. Die im August 2022 durch den Verein gegründete Stiftung befindet sich im Aufbau. Ziel der Stiftung ist die Potenziale von Kindern und Jugendlichen zu fördern. Die Vision ist, dass Kinder und Jugendliche Kompetenzen haben, um in einer globalisierten und digitalen Gesellschaft des 21. Jahrhunderts ein erfolgreiches, selbstbestimmtes und an solidarischer Gemeinschaft orientiertes Leben zu führen. Alle haben dabei faire Chancen und Teilhabemöglichkeiten, ihr Potenzial zu entfalten und einzubringen.

## Allgemeines
Education Y entwickelt in den Handlungsfeldern Schule, Familie, Kita und Digitalität verschiedene Programme und setzt sich für eine veränderte Lernkultur ein, die den Bedarf von Kindern und Jugendlichen in den Mittelpunkt stellt. Sie richten sich an Schulleitungen, pädagogische Fachkräfte, Familien und Schüler. Ein weiterer Schwerpunkt sind Kinderrechte und der Übergang von der Kita in die Schule sowie von der Schule in den Beruf. Der gemeinnützige Verein Education Y e. V. (ehemals buddY e. V.) mit Sitz in Düsseldorf wurde im Jahr 2005 gegründet. Die zu EDUCATION Y gehörende Pacemaker Initiative wurde 2018 gegründet. In der Geschäftsstelle arbeiten über 50 Mitarbeiter. Im Jahr 2022 wurde eine Stiftung gegründet. Zahlreiche Engagementpartnerinnen unterstützen die Arbeit. Education Y arbeitet wirkungsorientiert, um systemische und nachhaltige soziale Wirkung zu erzielen. Rita Süssmuth ist Vorstandspräsidentin. Ein Stiftungsrat berät und begleitet die Arbeit. Marvin Deversi ist seit 2023 Geschäftsführer.

## Geschichte
Das Projekt wurde im Jahr 1999 nach einer Idee des Straßenkinderhilfe-Vereins „Off Road Kids“ von der Vodafone Stiftung Deutschland (damals Mannesmann Mobil) ins Leben gerufen. Das präventive Programm sollte gefährdete Kinder und Jugendliche vor dem Abrutschen auf die Straße bewahren. Durch jährliche Aktionen wie den buddY-Schülerwettbewerb 2005/2006 sowie durch die Verbreitung der Materialien erlangte das buddY-Projekt größere Bekanntheit und erreichte immer mehr Schulen. Im Jahr 2000 wurde das bisherige Präventionsprojekt für Straßenkinder und -Jugendliche inhaltlich neu ausgerichtet. Erst 2005 wurde das buddY-Projekt in einen eigenständigen Verein buddY e. V. überführt. Dieser entwickelte das gleichnamige buddY-Projekt zum Programm weiter. Es zielte auf den Erwerb sozialer Handlungskompetenzen und wurde zunächst an Schulen in den Klassen 3 bis 10 umgesetzt. Gemäß dem Motto „Aufeinander achten. Füreinander da sein. Miteinander lernen“ stärkt es Schüler und soll dazu führen, dass sie Verantwortung für sich und andere übernehmen und Konflikte konstruktiv lösen. In diesem Ziele-Kontext handelt es sich um ein weitgefächertes Bausteine-Programm primärer Gewaltprävention an Schulen. Inzwischen nehmen daran alle Schulformen teil; es werden Schüler von der ersten bis zur 13. Klasse erreicht.
Für jede Schule erarbeiten speziell ausgebildete buddY-Trainer und -Lehrer schulspezifische Praxisprojekte. Darin übernehmen Schüler etwa Patenschaften für jüngere Mitschüler, helfen anderen beim Lernen, setzen sich als Streitschlichter ein. Anhand der Erfahrungen, die sie in diesen Projekten machen, entwickeln sie Werte und Kompetenzen fürs Leben. Im Hinblick auf Problemfelder wie z. B. Gewalt, Sucht oder Ausgrenzung wirkt das buddY-Programm primärpräventiv, denn es stärkt die vorhandenen Ressourcen und vermittelt fehlende soziale Handlungskompetenzen der Schüler. Somit kann es als eigenständiges Präventionsprogramm in der Schule eingesetzt werden. Durch sein offenes und bedarfsbezogenes Konzept eignet es sich aber auch zur Ergänzung und Vernetzung bereits bestehender Projekte und Angebote (z. B. Streitschlichtung/Konfliktlotsen oder Anti-Mobbing-Fibel). Bei den Schülern stärkt es soziale Kompetenzen wie Perspektivenwechsel, Reflexionsfähigkeit, Kooperations- und Konfliktfähigkeit sowie Kommunikationskompetenz. Das Programm wird vielseitig eingesetzt, beispielsweise um einen Beitrag zur Sucht- und Gewaltprävention zu leisten, kooperatives Lernen zu fördern, die Schülermitverwaltung zu stärken oder auf Schulverweigerer einzuwirken.
Der Verein trug zunächst den Zusatz „Verein zur Förderung Sozialen Lernens“. Später, im Zuge der Entwicklung des familY-Programms, wurde der Vereinszusatz in „Forum Neue Lernkultur“ geändert. Zuletzt entstand die Initiative „Pacemaker – Schrittmacher für digitale Schulen“, welche in Zusammenarbeit mit Teach First Deutschland konzipiert wurde und 2018 an ausgewählten Düsseldorfer Schulen startet. Der buddy e. V. wurde über Trainings in Kooperation mit einigen Kultusministerien in bestimmten Bundesländern eingeführt. Den Anfang machte Niedersachsen 2005 (93 weiterführende Schulen), das das Buddy-Projekt damals im Rahmen des Gewaltpräventionserlasses eingeführt hat. In Berlin lief das Projekt/Programm seit 2006 nach dem Rütli-Schule-Skandal an etwa 400 Grundschulen als Bestandteil der Maßnahmen zur Sucht- und Gewaltprävention des Berliner Bildungssenats. In Hessen nehmen Schüler von 151 weiterführenden Schulen am Buddy-Landesprogramm teil. In Nordrhein-Westfalen erfolgte über ein Modellprojekt in Düsseldorf sowie ein Pilotprogramm für Hauptschulen in Ostwestfalen-Lippe der Einstieg. Seit 2015 gibt es das NRW-landesweite buddY-Programm Kinderrechte für Schulen. Thüringen hat im Jahr 2007 ein Landesprogramm für 110 Schulen aufgelegt. Rund 1.600 Schulen haben bereits ein buddY-Training durchlaufen.
Im November 2011 wurde mit dem Auftakt der ersten Qualifizierung im familY-Programm in Düsseldorf der Grundstein für die Arbeit am Übergang von der Schule in die Kita gelegt. Seitdem wurden an 29 Standorten in 72 Qualifizierungen 898 familY Begleiter qualifiziert. Gemeinsam erreichten diese gut 3.500 Eltern und Familien und darüber rund 5.400 Kinder (Stand 2022).

## Programme
Der Verein arbeitet mit Programmen, die jeweils in den zentralen Bildungsinstitutionen wirken, beispielsweise
- buddY: das in der Schule eingesetzte buddY-Programm fördert die sozialen Kompetenzen von Schülerinnen. Sie übernehmen als „buddYs“ in Vorhaben in der Schule und tragen Verantwortung für sich und andere. Dadurch werden sie in ihrer Persönlichkeit gestärkt[6][7][8]

- familY: das familY-Programm versteht Familie als zentralen Teil des Bildungssystems. familY stärkt die Bildungskompetenzen von Eltern im digital geprägten 21. Jahrhundert. Es unterstützt Eltern von Vorschulkindern bei der guten Begleitung des Übergangs von der Kita in die Grundschule. Damit schafft es gute Voraussetzungen für eine erfolgreiche Bildungsbiografie.
- Kinderrechteschule: Das von Education Y in Kooperation mit UNICEF entwickelte Programm rückt jedes Kind als Subjekt und Rechtsträger in den Blickpunkt von Schulentwicklung. Kinder und Jugendliche sind nicht länger auf ihre Rolle als Objekte von Stoffvermittlung reduziert. Sie erhalten über die formale Mitbestimmung hinaus, Raum und Ermutigung für bedeutsame Partizipation.
- #wirgestaltenschule ist ein Schulentwicklungsproramm zur Verbesserung herkunftsunabhängiger Bildungsgerechtigkeit. Durch nachhaltige Schulentwicklungsprozesse und Schulkonzepte sollen vor allem die Chancen von Heranwachsenden mit potenzieller Bildungsbenachteiligung verbessert werden.
- Die Initiative Zukunftsträger wurde 2020 von dem gemeinnützigen Analyse- und Beratungshaus Phineo und der JPMorgan Chase Foundation initiiert. In der Metropolregion Rhein-Neckar wurde Zukunftsträger vom NukleusLudwigshafen aus von dem Social Profit-Unternehmen Education Y zusammen mit der Stadt Ludwigshafen etabliert. Herkunftsbedingte Nachteile und Risiken erschweren die Schritte zum erfolgreichen Berufseinstieg – Zukunfsträger unterstützt bei einem gelingenden Übergang von der Schule in den Beruf.
- Die Pacemaker initiative setzt sich für Teilhabe und Bildungsgerechtigkeit ein und leistet einen Beitrag für einen Kompetenzerwerb von Schüler im Sinne des „K21-Modells -Kompetenzen für das 21. Jahrhundert“. Dazu zählen unter anderem Kommunikation, Kooperation, Kreativität und Kritisches Denken, aber auch Selbstwirksamkeit, Flexibilität, Initiative und Selbststeuerung.

## Ansatz
Die buddY-Programme sind systemisch fundiert. Besondere Betonung wird gelegt auf zwei Aspekte:
- Peergroup Education

Gleichaltrige sind näher am Geschehen als Eltern und andere Erwachsene. Freunde oder Freundinnen genießen Vertrauen. Den großen Einfluss, den Gleichaltrige auf die Entwicklung von Kindern und Jugendlichen haben, macht sich die Peergroup-Education zu Nutze. Sie bezieht die Problemlösungskompetenzen der „Peers“ ein, Freunde in einer Szene von Personen ähnlichen Alters – die wichtigste Säule des Buddy-Projekts. Im Zentrum steht das „Empowerment“, das heißt die Befähigung der Jugendlichen, als Experten für ihre eigenen Belange zu handeln. In den Buddy-Praxisprojekten lernen Jugendliche von Gleichaltrigen oder Schülern, die wenig älter sind als sie: Fünftklässler schauen sich beispielsweise von Paten aus der 9. Klasse Tipps und Tricks ab, um sich in der neuen Schule zurechtzufinden. Streithähne lernen von Pausen-Buddys, ihre Konflikte auf dem Pausenhof friedlich auszutragen. Manchmal erklärt ein Gleichaltriger die Mathematikaufgabe besser als ein Lehrer. In diesem Lernprozess erwerben beide Seiten wichtige Kompetenzen. Peergroup-Education bewirkt auch, Verantwortung für sich und andere zu übernehmen, u.z. in vielen Lebenslagen.
- Lebensweltorientierung

Betroffene werden zu Handelnden. Buddy-Programme knüpfen an den realen Problemen und somit an der Lebenswelt der Schüler an. Die Schüler erwerben ihre Kompetenzen an Fragen, die sie sich im Schulalltag ohnehin stellen: Wie kann ich meinem Freund helfen, der immer von den anderen geärgert wird? Wie können wir das Rauchen auf dem Schulhof verhindern – ohne „uncool“ zu sein? Die Lösung solcher Probleme gibt ihnen das Gefühl, ihre Kompetenz als Helfer einzusetzen und als Person wirksam zu sein. Schüler und Lehrer entscheiden auch gemeinsam, was für sie relevant ist und was sie im Rahmen eines Praxisprojekts bearbeiten wollen. Der Verein möchte eine neue Lernkultur in den zentralen Bildungsinstitutionen Kindertagesstätte, Familie, Schule und Universität erreichen. Der Bedarf der Kinder und Jugendlichen steht im Mittelpunkt. Hierbei geht es um einen erweiterten Bildungsbegriff, der umfasst, dass ein Mensch in der Lage ist, eigenständig Entscheidungen über sein Leben zu treffen, dass er seine Potenziale erkennt und entfaltet und am sozialen wie politischen Leben teilnehmen kann gemäß dem Befähigungsansatz.